# Mollugo
- Commons
- Wikispecies

Mollugo L. é um género botânico pertencente à família Molluginaceae.

## Espécies
- Mollugo berteriana Ser.
- Mollugo cerviana (L.) Ser.
- Mollugo gracillima Andersson
- Mollugo lotoides (L.) C.B. Clarke
- Mollugo nudicaulis Lam.
- Mollugo pentaphylla L.
- Mollugo radiata Ruiz & Pav.
- Mollugo tetraphylla L.
- Mollugo verticillata L.
- Lista completa

## Classificação do gênero
| Sistema | Classificação                    | Referência               |
| ------- | -------------------------------- | ------------------------ |
| Linné   | Classe Triandria, ordem Trigynia | Species plantarum (1753) |